# Masia Codella
La Masia Codella és un edifici del municipi de les Preses (Garrotxa) inclosa en l'Inventari del Patrimoni Arquitectònic de Catalunya.

## Descripció
Es tracta d'una casa ubicada dalt d'un turonet, voltada per una tanca de pedra volcànica. Codella, juntament amb el Vigatà, eren les cases més importants d'aquest sector del pla de Les Preses, que s'endinsa vers la vall de La Pinya.
És de planta rectangular i teulat a dues aigües, amb els vessants vers les façanes laterals. Va ser bastida majoritàriament amb pedra volcànica, que posteriorment es va emblanquinar. Disposa de planta baixa i dos pisos superiors. Cal destacar un cos ubicat a la façana de migdia, amb una filera d'espitlleres (6) que protegien l'accés al casal.
El que dona personalitat al mas és, sens dubte, la façana que mira al sol amb quatre arcades de punt rodó a cada planta. Posteriorment es realitzaren ampliacions pel costat de ponent.